# Скороходов, Юрий Иванович
Ю́рий Ива́нович Скорохо́дов (5 октября 1946 — 23 марта 2011) — советский и российский артист оперетты, актёр Санкт-Петербургского театра Музыкальной комедии. Заслуженный артист России.

## Биография
В 1970 г. окончил Московский государственный институт искусств имени А. В. Луначарского (отделение музыкальной комедии, педагог — И. М. Туманов).
- 1970—1973 гг. — в Ленинградском театре Музыкальной комедии, был ведущим исполнителем в амплуа комика,
- 1973—2006 гг. — актёр Ленинградского (Санкт-Петербургского) «Мюзик-Холла», гастролировал во многих странах мира,
- с 2006 г. — вновь в театре Музыкальной комедии.

Лауреат Международного фестиваля «Звёзды советской оперетты» (Баку, 1971).

## Театральные работы
- Буба («Кавказская племянница» Р. Гаджиева),
- Афанасий Иванович («Сорочинская ярмарка» А. Рябова),
- Генка Бессмертный («Севастопольский вальс» К. Листова),
- Директор театра и Леша («Мы хотим танцевать» А. Петрова),
- Геккельбери Финн («Приключения Тома Сойера» С. Баневича),
- Барон Зетта («Веселая вдова» Ф. Легара)
- Негуш («Веселая вдова» Ф. Легара),
- Царь («Левша» В. Дмитриева),
- барон Маломсеги («Баронесса Лили» Е. Хуски),
- Эймос Харт («Chicago» Дж. Кандера),
- Вепс («Продавец птиц» К. Целлера),
- Марепа («Мадам Помпадур» Л. Фалля),
- Иржи Свобода («Весенний парад» Р. Штольца),
- Альфонс («Парижская жизнь» Ж. Оффенбаха),
- Первый гангстер («Целуй меня, Кэт!» К. Портера).
- Директор («Баядера»),
- Пеликан («Мистер Икс»),
- Микс, Ронсдорф и Леопольд («Сильва»),
- Куделька («Графиня Марица»).